# Charlotte Cooper
Charlotte Reinagle Cooper, coniugata Sterry (Ealing, 22 settembre 1870 – Helensburgh, 10 ottobre 1966), è stata una tennista inglese, una delle prime tenniste della storia, vincitrice di cinque titoli individuali a Wimbledon e prima donna a ricevere una corona olimpica: le fu conferita nella edizione del 1900.

## Biografia
Da giovane fu membro dell'Ealing Lawn Tennis Club. Vinse il suo primo Torneo di Wimbledon nel 1895. Si riconfermò campionessa per l'anno successivo e vinse il terzo titolo nel 1898.

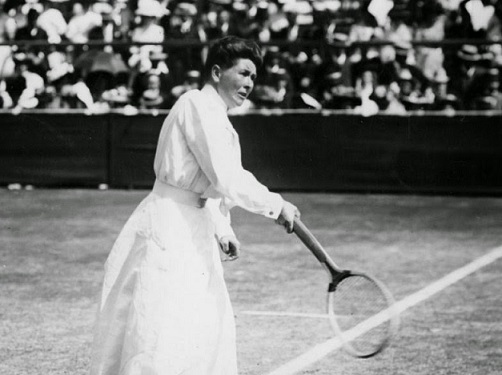
Charlotte Cooper in campo

Soprannominata "Chattie", era una donna alta, snella ed elegante: sul campo indossava una gonna lunga fino alle caviglie, secondo la moda vittoriana dell'epoca. Allo stesso tempo era un'atleta potente. 
Divenne la prima donna campionessa olimpica della storia: alle Olimpiadi del 1900 a Parigi, le donne parteciparono ai Giochi per la prima volta e Charlotte Cooper vinse il torneo individuale di tennis, a cui aggiunse la vittoria nel doppio misto, in coppia con Reginald Doherty. Sarebbe inesatto parlare di ori olimpici, perché all'epoca non si usava ancora premiare i vincitori con le medaglie.
Si sposò il 12 gennaio 1901 con Alfred Sterry (1876-1955), tennista dilettante e avvocato. 
Il loro fu un matrimonio abbastanza insolito per l'epoca, in quanto la sposa aveva 30 anni ed era considerata già una "zitella" (in quanto la sua era ritenuta un'età molto avanzata per sposarsi) e lo sposo era più giovane di lei di sei anni. Quello stesso anno Charlotte Cooper-Sterry vinse il suo quarto titolo a Wimbledon. 
La coppia ebbe 2 figli: Rex (nato nel maggio 1903 e morto nel dicembre 1981) e Gwenneth Reinagle (1905-1987), la quale sposò nel 1932 il rugbista Max Simmers (1904-1972).
Per qualche anno Charlotte si dedicò alla famiglia, ma ritornò poi all'agonismo, vincendo a Wimbledon per la quinta volta nel 1908, all'età di 37 anni e 282 giorni, un record anagrafico che non è stato ancora battuto. Nel 1912, a 41 anni, era ancora una delle tenniste migliori in circolazione, al punto da arrivare alla finale di Wimbledon, dove fu però sconfitta da Ethel Larcombe.
Continuò a giocare a tennis a livello agonistico fin oltre i cinquant'anni. Suo marito divenne il presidente della Lawn Tennis Association e la figlia Gwen, anche lei tennista come i genitori, giocò nella squadra britannica nella Wightman Cup. Fino agli anni '50 continuò giocare a tennis e nel 1961, a 91 anni, partecipò come ex campionessa al Pranzo di Wimbledon, tenutosi in celebrazione del 75º anniversario della nascita del Torneo. 
Morì nel 1966, all'età di novantasei anni.

### Finali del Grande Slam
| Anno | Torneo                  | Avversario in finale     | Punteggio |
| 1895 | Torneo di Wimbledon     | Helen Jackson            | 7-5, 8-6  |
| 1896 | Torneo di Wimbledon (2) | Alice Simpson Pickering  | 6-2, 6-3  |
| 1898 | Torneo di Wimbledon (3) | Louisa Martin            | 6-4, 6-4  |
| 1901 | Torneo di Wimbledon (4) | Blanche Bingley Hillyard | 6-2, 6-2  |
| 1908 | Torneo di Wimbledon (5) | Agnes Morton             | 6-4, 6-4  |